# Notophthiracarus mayottei
Notophthiracarus mayottei är en kvalsterart som först beskrevs av Wojciech Niedbała 200.  Notophthiracarus mayottei ingår i släktet Notophthiracarus och familjen Phthiracaridae. Inga underarter finns listade i Catalogue of Life.